# Universität Bacău
Die Universität Bacău (rumänisch: Universitatea din Bacău) ist eine staatliche Universität in der rumänischen Stadt Bacău.
Die Universität gliedert sich in 5 Fakultäten und 5 Abteilungen:
- Ingenieurwissenschaften
- Wissenschaften
- Wirtschaftswissenschaften
- Sprachwissenschaften
- Bewegung, Sportwissenschaften und Gesundheit